# Chiesa di Sant'Eufemia della Fonte
La chiesa di Sant'Eufemia della Fonte è la chiesa parrocchiale dell'omonima Sant'Eufemia della Fonte, una zona della città di Brescia. Fondata all'inizio dell'XI secolo, ha avuto una storia lunga e difficile a causa della sua particolare posizione esterna ma vicina alle antica mura cittadine, che ha portato sia la chiesa, sia il monastero annesso ad essere frequentemente occupati o saccheggiati durante gli assedi. Inoltre, è compresa nella zona pastorale di Brescia Est.

## Storia

### Fondazione
La fondazione del cenobio di Sant'Eufemia è incerta, alcune fonti la fanno risale all'anno 1008, altre al 1022, comunque all'inizio dell'XI secolo. Attribuibile per volontà di edificazione ad un vescovo di brescia: Landolfo (forse Landolfo II) di cui non si sa molto, esso ne affida le cure ai monaci benedettini. Landolfo edificò il monastero in una località paludosa bonificata ai piedi del colle della Maddalena, in posizione strategica sulla via di transito tra Brescia e Rezzato. Ai benedettini viene lasciato il compito di realizzare importanti azioni di controllo e canalizzazione delle acque.
La zona era un'importante asse di comunicazione, lo dimostra la vicinanza del Naviglio che, diramandosi dal fiume Chiese fino a Gavardo, lambisce Sant'Eufemia per addentrarsi nella bassa orientale. I benedettini approfittarono di queste acque sia per costruire lavatoi e mulini che per l'utilizzo in agricoltura. 
Sant'Eufemia è quindi sin dall'origine un monastero di diritto vescovile come quelli di San Faustino a Brescia e di San Pietro in Monte a Serle. Landolfo fu il primo benefattore del cenobio, cui donò 700 iugeri di terre in Rezzato e Botticino. Il vescovo difese e promosse la sua istituzione non solo dotandola di beni ma anche accrescendone il valore spirituale: nel 1022, (da qui la possibile variazione sulla data di fondazione) si occupò del trasferimento del corpo di san Paterio dalla chiesa di San Fiorano sui Ronchi di Brescia (forse colle Degno di brescia) a Sant'Eufemia.
Il Monastero è inizialmente dedicato a San Paterio, custodendone le spoglie, successivamente, viene però introdotta la dedizione a Sant'Eufemia, da cui poi prese il toponimo. L'uso del nome di tale santa, può essere ricollocato ad un uso tipico per edifici religiosi, residuo della tradizione longobarda (come anche l'uso di san Michele), si veda, ad esempio la chiesa di Sant'Eufemia in Nigoline Bonomelli, per un certo periodo di tempo proprietà del monastero, ma di origine antecedente.
Landolfo ne diviene il primo abate, dotandolo inoltre di beni immobili e fondiari di notevole entità, come pure faranno i suoi successori e altri donatori. Gli stretti legami di Landolfo con l'ente giustificano il fatto che al momento della morte il vescovo volle esservi sepolto. Era dunque annoverabile tra i monasteri maschili dell'ordine Benedettino già presenti nel territorio bresciano come il famoso monastero-abbazia di Leno, di fondazione papale.

### Gli anni dell'espansione territoriale

La chiesa la antica chiesa di San Paterio

Con le altre realtà religiose bresciane intratteneva stretti rapporti anche in questioni territoriali. Già con le prime donazioni il possesso del monastero comprendeva alcuni territori vicini di Caionvico, Rezzato e Castenedolo, in più i monaci controllavano il piccolo porticciolo di S. Polo, in prossimità delle “sablonere”, che serviva a caricare la sabbia da portare a Brescia (porticciolo di Torlonga) via acqua. I beni donati da Landolfo furono presto oggetto di dispute: in un placito del 1018 Landolfo aveva già confermato a Sant'Eufemia il possesso dei beni in Rezzato e Botticino, reclamati dalle comunità di quei paesi. Contenziosi per questioni giurisdizionali e patrimoniali relative a quei territori caratterizzano il primo secolo di vita del monastero, che risultò sempre vincitore nei placiti detenuti dagli imperatori tra cui quello del 1024 giudicato da Enrico II e quello del 1091 giudicato da Enrico IV. 
Nel 1038 permuta le terre del monastero benedettino femminile di Santa Giulia.
Nel 1085 le proprietà di S. Eufemia si arricchiscono di beni a Toscolano e Gardone Riviera. E’ segnalata anche una chiesa di S. Nicola presso il colle Degno (Maddalena). 
All'inizio del XII secolo si registrano possedimenti nella zona di Sant'Eufemia, attorno alla città e nei territori est della provincia, ad esempio a Mazzano, Castenedolo e Rezzato.
Nel corso di quel secolo acquisì ancora beni a Castenedolo, sulla Maddalena, lungo i fiumi Oglio e Mella, in Valtrompia oltre che a Sant'Eufemia, Botticino, Rezzato e Caionvico e cercò di espandersi verso i laghi di Garda e di Iseo, acquisendo nuove proprietà a Toscolano e Gardone e anche in Franciacorta. 
Nel territorio del monastero è attivo un ospedale detto di San Giacomo in Castenedolo, detto anche di Buffalora, situato sulla strada fra Rezzato e Castenedolo verso Buffalora. L'ospedale di San Giacomo, eretto nel 1102, consacrato nel 1121 e dotato di diversi beni, confermati dal legato papale nel 1132 e da Alessandro III nel 1170. 
Il monastero acquisì in quel periodo anche diversi enti religiosi: la chiesa di San Nicolò annessa al monastero, a sostegno della quale il vescovo Giovanni donò beni a Toscolano. A Rezzato la chiesa di Santa Maria di Valverde, menzionata per la prima volta nel 1019 (anche se l'edificazione pare postuma), la chiesa e il piccolo cenobio di San Pietro lasciato dai monaci nel 1299 per ordine di Berardo Maggi, che decretò il loro trasferimento all'ospedale di San Giacomo, il battistero di San Giovanni e la chiesa di Santa Maria ad Elisabetta, oggetto nel 1175 di una serrata disputa tra Sant'Eufemia e la cattedrale cittadina. 
I possedimenti e diritti del cenobio furono confermati dai vescovi bresciani, dall'autorità imperiale e pontificia, in particolare nel 1123 Papa Callisto II confermò i beni del borgo di S. Eufemia, la Franciacorta, la riviera gardesana e le valli e concesse il diritto di eleggere l'abate, che doveva essere confermato dal vescovo di Brescia. 
Nel 1132 Innocenzo II, riprendendo la volontà del predecessore sottopose il monastero alla protezione papale e conferma il possesso di chiese e territori di fondazione o appropriazione attribuibili al suddetto monastero. Si veda ad esempio la chiesa dei Morti e l'area della chiesa di sant'Eufemia a Vello di Marone sul lago d'Iseo di proprietà vescovile ne passò la giurisdizione al monastero. Nel 1186 Urbano III confermò i beni del monastero, ulteriormente estesi, proibendo al monastero la costruzione di cappelle nelle parrocchie dipendenti. Nel periodo successivo il monastero continuò ad acquisire beni, come nel caso di Gardone Riviera, di cui si occupò l'abate Giovanni appartenente alla importante famiglia bresciana Ugoni: anche a Sant'Eufemia, come negli altri grandi cenobi bresciani, la presenza e gli interessi dei membri delle famiglie capitaneali erano notevoli.

### I saccheggi e il declino
Nel 1166, durante l'assedio della città da parte di Federico I Barbarossa, il monastero viene occupato e saccheggiato, mandando la comunità benedettina in crisi economica una volta liberata la struttura. Le spese per la riparazione dei danni costringono i monaci a vendite e permute di beni per pagare numerosi titolari di prebende e di uffici vari, ad esempio fattori addetti all'amministrazione dei beni avuti in donazione sparsi per la diocesi.
Durante l'intero Duecento la situazione non cambia e, anzi, vede il monastero interessato in diverse dispute e contenziosi di carattere economico ma anche giuridico: dai documenti si rileva che, nel corso degli anni, i vari possedimenti fondiari a est della città letteralmente "sfuggono dalle mani" dei benedettini di Sant'Eufemia, passando nelle proprietà di privati o di altre parrocchie nascenti.
Nel passaggio tra il XIII e il XIV la situazione del monastero, al pari degli altri enti religiosi della diocesi di Brescia, si avviava a mutamenti. Significativa per una riduzione di diritti e giurisdizioni per Sant'Eufemia fu la dichiarazione di autonomia conferita nel 1299 da Berardo Maggi al comune di Rezzato, da sempre legato agli interessi del cenobio. Si registra dunque in questi anni, incredibilmente presto (siamo alla fine del Duecento), l'inizio del declino del monastero, che proseguirà lento ma incessante fino all'epoca moderna.
Diverse notizie si hanno sul monastero nel XIV secolo. Nei primi anni del secolo l'abate Inverardo Confalonieri fece ricostruire l'ospedale di San Giacomo. Nel 1309 Federico Maggi doveva essere ordinato vescovo di Brescia da Papa Clemente V, la sede papale era a Tolosa, venne accompagnato nel viaggio dall'abate del monastero di sant'Eufemia, a cui venne concesso il diritto di portare le insegne episcopali. In quel periodo la comunità era composta da dodici monaci più l'abate, mentre cinquant'anni dopo la cifra si era dimezzata e i monaci vivevano in una condizione di "grave rilassamento morale". 
Enrico VII di Lussemburgo mette assedio alla città di Brescia nel 1311, nuovamente occupando il monastero per un lungo periodo. Negli anni successivi, fortunatamente, la vita della parrocchia si rianima grazie alla donazione, da parte di un monaco di Cassino proveniente da Roma e in sosta a Sant'Eufemia, di una reliquia della Vera Croce a sua volta a lui donata da Papa Bonifacio VIII, figura in realtà non molto attendibile in merito. In ogni caso, la reliquia, vera o falsa che fosse, alimenta subito processioni e celebrazioni religiose molto seguite dalla popolazione locale, tradizione giunta fino ai giorni nostri. 

### L'abbandono
Nel 1321 l'abate di Sant'Eufemia acquista la domus degli Umiliati de Urceis a Porte Torrelunga (oggi l'area di Piazzale Arnaldo), intitolata ai Santi Simone e Giuda con annessa chiesa, per mantenere un recapito in città, seguendo il comportamento di altri monasteri benedettini della diocesi che avevano sede fuori dalle mura urbane: è la classica "mossa fortunata", che salverà la vita stessa della comunità monastica di Sant'Eufemia. La comunità dovette far fronte anche a problemi esterni e a diverse difficoltà economiche, vendendo e svendendo parte del patrimonio. 
Tuttavia all'inizio del XV secolo si registrano acquisizioni di beni nelle località di San Zeno e Folzano, segno di un certo dinamismo commerciale. Al momento del passaggio di Brescia sotto la Repubblica di Venezia il monastero, retto dall'abate Teofilo Michiel, era disabitato a causa dei pericoli derivati dalle battaglie tra la città e Venezia e i monaci risiedevano nella loro abitazione cittadina a Torrelunga. 
Nel 1405-1410 viene costruito il chiostro di Sant'Afra e i benedettini si trasferiscono progressivamente in Sant'Eufemia entro le mura.
Negli anni immediatamente successivi il governo veneto dovette intervenire a proposito degli scandali scoppiati a Sant'Eufemia e San Faustino, cenobi dove vigeva una situazione di rilassatezza dei costumi e di crisi spirituale e morale nonché patrimoniale. A quest'ultima difficoltà sembra si sia posto mano per Sant'Eufemia nel 1428, con la redazione di un inventario dei beni del cenobio datato 19 giugno.
Nel 1438, Filippo Maria Visconti invia a Brescia un esercito al comando di Nicolò Piccinino con l'obiettivo di riconquistare la città, da pochi anni passata sotto il dominio della Repubblica di Venezia. L'assedio, che durò alcuni anni, si rivela fatale per il monastero di Sant'Eufemia condotto in quel periodo dall'abate Gabriele Avogadro. Il monastero venne occupato e adibito per mesi a quartier generale e campo trincerato del Piccinino, a causa di ciò fu gravemente danneggiato e semidistrutto. Terminato l'assedio, con la fuga di Piccinino, si dice a causa della miracolosa apparizione sugli spalti dei Santi Faustino e Giovita, il monastero benedettino viene lasciato in condizioni estremamente precarie, povero e completamente spogliato di ogni bene. Gran parte della comunità si trasferisce dunque nella struttura acquistata un secolo prima a Torrelunga, che viene ampliata e si trasforma in breve in uno dei più importanti monasteri della città. 
La comunità monastica si trasferì definitivamente in città con l'autorizzazione alla costruzione di un nuovo monastero grazie alla bolla di Papa Eugenio IV  del 30 maggio 1444. I lavori hanno inizio nel 1462: daranno alla luce l'odierna chiesa di Sant'Afra. Eugenio IV preoccupandosi della situazione patrimoniale del monastero, intimò ai monaci il recupero dei beni dell'ospedale di San Giacomo che erano stati usurpati da privati.
Il 2 febbraio 1457 il monastero di Sant'Eufemia, inteso come entrambe le strutture, viene unito alla congregazione cassinese di Santa Giustina in Padova e posto sotto il suo controllo "intra moenia" con bolla di Papa Callisto III. Il vecchio edificio fuori dalle mura, però, si trova ancora in gravi condizioni e, per riparare quanto rimane e ricostruire la chiesa, durante l'ultimo ventennio del Quattrocento riprendono le vendite di altre proprietà fondiarie. 
Nel 1478 o nel 1479 con il probabile spostamento delle reliquie di San Paterno nella chiesa di sant'Afra il vecchio monastero viene chiuso e gli edifici adibiti ad usi agricoli fino al 1797 degli stessi monaci.

### In epoca moderna

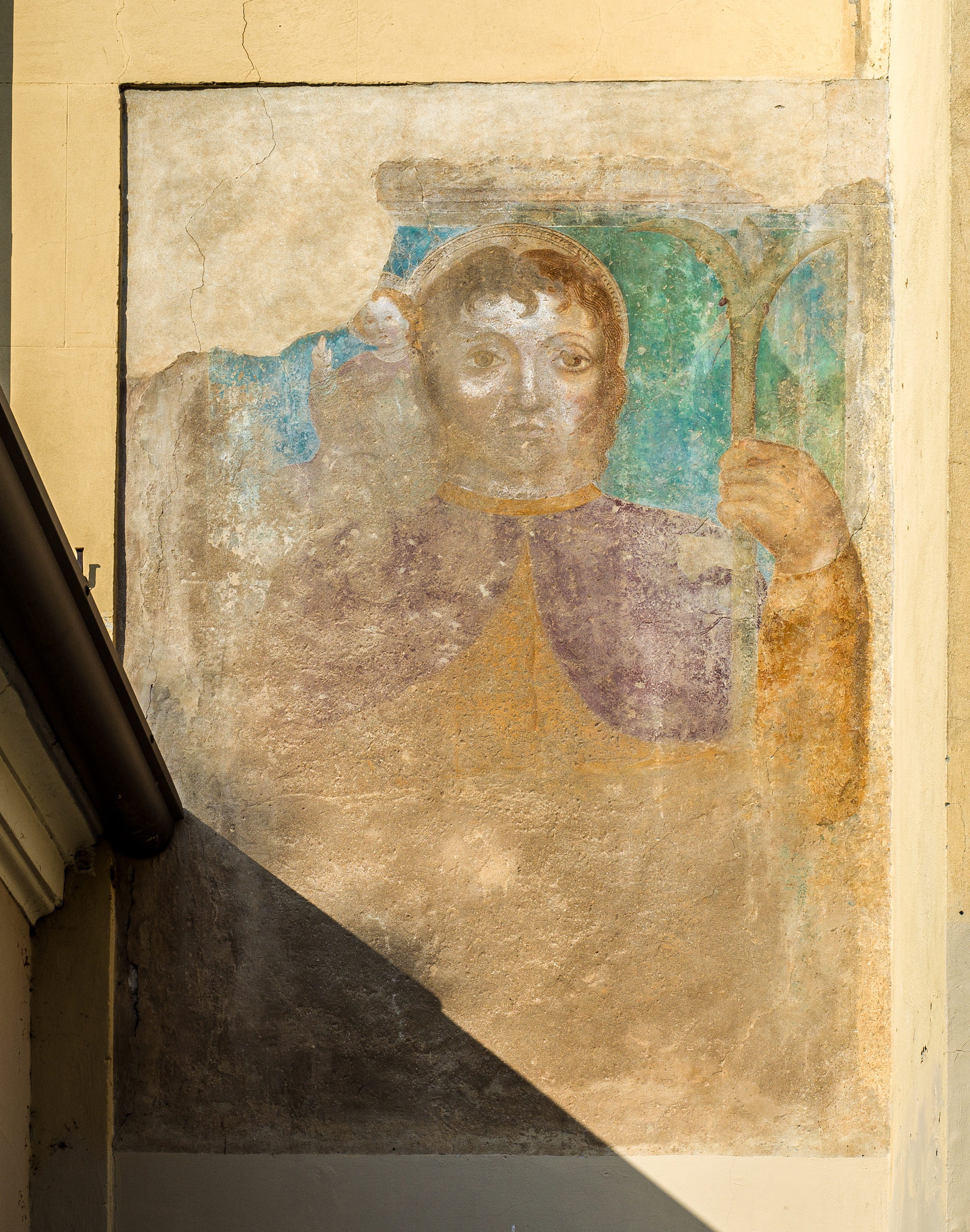
Affresco raffigurante San Cristoforo sul lato sud della chiesa.

Nel 1512, durante l'assedio dei francesi guidati da Gaston de Foix-Nemours, che si concluderà con un terribile saccheggio della città, chiesa e monastero di Sant'Eufemia della Fonte vengono nuovamente semidistrutti: è la quarta volta dal tempo della loro fondazione. Intorno al 1530 il vecchio monastero, ridotto a poco più di una fattoria con depositi, può dirsi semi-abbandonato. Ai monaci di Sant'Eufemia in città rimane però l'impegno di mantenere almeno un monaco o un sacerdote quale parroco per la cura d'anime a Sant'Eufemia della Fonte. L'impegno, da quanto risulta nei documenti, appare ben poco gradito agli incaricati: dal 1494, dunque ancor prima che il monastero subisse l'ennesima occupazione, fino al 1770 si possono contare ben ventotto parroci contro i nove sacerdoti che invece ressero, nello stesso periodo, il monastero cittadino. Nel 1576, addirittura, si registra un'accesa protesta della popolazione per le frequenti assenze del parroco benedettino don Agostino Gelmi de Salis.
Il 7 marzo 1580 San Carlo Borromeo, in visita alla città per giudicare l'organizzazione degli edifici religiosi, visita anche la chiesa di Sant'Eufemia della Fonte: negli atti della visita viene denunciato che il battistero è collocato in posto incongruo e che gli altari di Santa Caterina d'Alessandria e di San Rocco sono da rimodernare. San Carlo annota anche che è presente un cimitero cintato a fianco alla chiesa e che canonica e sacrestia sono annesse alla chiesa, come ancora oggi. Il santo ordina poi che la reliquia della Santa Croce venga esposta solo in circostanze eccezionali. Nel 1597, inoltre, la chiesa riceve la visita del vescovo Marino Giovanni Giorgi, il quale ordina che la chiesa venga ampliata a ovest, ma non è chiaro se l'intervento sia stato applicato o no. Alla successiva visita, registrata nel 1601, il Giorgi constata come i precedenti decreti di San Carlo Borromeo non abbiano ancora avuto piena attuazione e concede un curato in aiuto al parroco, ordinando ai benedettini di Sant'Eufemia in città di provvedere ad ampliare ed abbellire la chiesa da loro "dimenticata". Curiosamente, ordina anche l'allungamento della veste di San Cristoforo nell'affresco del Quattrocento sulla base del campanile.
La vita della comunità, di ormai comunque scarno numero, procede finalmente tranquilla per tutto il Seicento e per i primi anni del Settecento. Fra il 1724 e il 1781, dopo aver ricevuto varie visite dai vescovi cittadini, vengono attuati i lavori di restauro di gusto barocco che conferiscono alla chiesa l'attuale aspetto, dotandola di artistici altari intarsiati con marmi preziosi e della scenografica ancona del presbiterio, con un'arca alla base dove viene traslata nel 1787 la preziosa reliquia della Santa Croce, prima custodita in un altro altare. Vengono inoltre realizzati i quadri degli altari della fiancata destra, e la Deposizione di Pietro Avogadro, firmata sul retro e datata 1707, sul primo altare della fiancata sinistra.
Pur rimanendo di proprietà della Curia Vescovile, gli edifici abbandonati dai monaci saranno utilizzati come magazzini fino al 1797, quando Napoleone li assegnerà all'Ospedale Maggiore Nazionale di Brescia che li trasformerà in insediamenti rurali. Appunto la fine della comunità monastica a Sant'Eufemia viene sancita dal decreto n. 757 del 2 novembre 1797 da parte del Governo provvisorio bresciano di stampo giacobino. La chiesa, comunque, resta aperta al pubblico e continua ad essere officiata. Si registrano comunque, nel primo quindicennio dell'Ottocento, numerosi periodi di "vacanza", nei quali cioè il parroco uscente, di solito per trasferimento, non veniva rimpiazzato se non dopo un certo periodo, alcuni mesi o anche due o tre anni, lasciando frequentemente la chiesa priva di una figura che la amministrasse. Dal 1816 circa in poi la parrocchia riprende vita: le messe sono officiate regolarmente e al parroco è anche affiancato un curato, entrambi comunque miseramente retribuiti. Le "vacanze" sono comunque ancora presenti, soprattutto a causa delle lungaggini burocratiche del governo austriaco, che in quegli anni deteneva il potere in Brescia.
Durante le Dieci giornate di Brescia e il bombardamento della città, la zona di Sant'Eufemia della Fonte diventa teatro di una sortita organizzata da un gruppo di patrioti guidati da Tito Speri, che da Torrelunga si erano spinti fino alla località di Sant'Eufemia, dando battaglia prima sugli stradoni e poi nei vicoli del paese. Tito Speri stesso e Teodoro Lechi, poi senatore del Regno d'Italia, testimonieranno che un patriota di nome Taglianini, durante la sortita, salì sul campanile della chiesa e suonò per alcuni minuti le campane a martello per incitare la popolazione a insorgere, ma fu colpito da una pallottola e poi trucidato dai soldati croati.
Nel 1880 accade un evento curioso: la direzione dell'Ospitale di Brescia invia un ingegnere per prelevare il San Rocco del Romanino, l'opera di spicco della chiesa commissionata probabilmente nel 1510, ma l'inviato è messo in fuga a furor di popolo, richiamato dal suono delle campane. Fra il 1913 e il 1916 la chiesa viene consolidata, abbellita e ampliata a due navate laterali: proprio il 15 ottobre del 1916 il vescovo dell'epoca Gaggia la consacra nuovamente.
La notte del 24 aprile 1974 la tela del Romanino viene trafugata e sarà recuperata dai carabinieri solo nel gennaio del 1975, ma viene portata, per motivi di sicurezza, alla Pinacoteca Tosio Martinengo. Nello stesso anno, inoltre, il 13 dicembre, dopo annose trattative, a duecentouno anni dalla confisca napoleonica, gli edifici di pertinenza alla chiesa tornano di proprietà della parrocchia con contratto di permuta. 
La proprietà degli edifici dell'ex-monastero appartenenti all'Ospedale Maggiore di Brescia, passa nel 1979 al Comune di Brescia che, nel 1997, lo concede in uso all'Associazione Museo della Mille Miglia. 
Già nel 1987, Ivana Passamani aveva parlato del convento di S.Eufemia della Fonte in "Dopo il lavoro dei monaci: la proposta di un museo delle attività produttive nell'antico convento di S. Eufemia della Fonte" (pubblicato da Grafo Edizioni)
Nel settembre 2011, sono stati rinvenuti quasi casualmente i resti di un'antica chiesa monastica con un'ampia abside e una torre alta 3 metri, realizzati dal X secolo al XII secolo.
Nel parco prospiciente la chiesa vi è un Monumento ai caduti di Emilio Magoni.